# Stefan Nilsson (ishockeyspelare född 1975)
Stefan Nilsson, född 11 juni 1975, är en svensk före detta professionell ishockeyspelare (forward).
Han spelade 1 elitseriematch för IF Björklöven säsongen 1993/1994.

## Extern länk
- Presentation och statistik för Stefan Nilsson som spelare  på Elite Prospects.